# Васенко Григорій Демидович
Васенко Григорій Демидович (нар. 14 жовтня 1887, Нехайки, Пирятинський уїзд, Полтавська губернія, Російська імперія — 1982, Дніпропетровськ, УРСР, СРСР) — представник козацького, українського народу Подніпров’я і Задніпров’я, Переяславщини і Полтавщини з діда-прадіда, педагог і директор школи, суспільний, революційний, партійний і військовий діяч, партійний комуніст, більшовик-ленінець, член РСДРП(б), ВКП(б) і КПРС, один з організаторів Капустинського ревкому і волвиконкому, спецзагону по боротьбі з бандитизмом в Пирятинському уїзді в 1920х, голова Драбівського райкому в 1920х. Серед його знайомих, соратників і співбесідників цієї епохи судячи за все в т.ч. Б.С.Добровольський, І.Г.Козуб, К.П.Бублик, Я.П.Асауленко та багато інших видатних і не дуже уродженців сіл Пирятинського уїзду.
Директор школи у селі Нехайки у кінці 1930х. Очевидець і учасник подій і суспільних процесів 20 сторіччя. Співбесідник багатьох відомих і цікавих людей з сіл округи, зокрема місцевого історика і краєзнавця Володимира Павловича Щерби з села Шрамківка, який у своїй краєзнавчій роботі про нього згадував і свого онука, українського військового Володимира Васильовича Паська, який зробив його одним з героїв своєї книги "Пора істини".

## Життєпис
Народився в селі Нехайки в сім'ї убогого козака-українця, русина Київщини і християнина-степовика з Подніпров'я з діда-прадіда Демида Кіндратовича Васенка, приписного козака, тобто представника козачого сословія села Нехайки Пирятинського повіту, і його дружини Уляни Володимирівни, до шлюбу Козярин.
Коли він був ще малий його батька Демида за відмову зняти шапку перед місцевим паном відправили до Сибіру, звідки він згодом втік, поїхав до Америки, Італії, Польщі, де врешті решт осів і одружився (про це сім'я дізналась лише згодом).
У 6 років випасаючи гусей у місцевого священика випадково застукав його за поїданням скоромного у піст. Згодом це стало одною з причин його критичного ставлення до християн, християнського віровчення і спільноти вірян (церкви), типового для частини представників його покоління та й просто козаків Подніпров'я, які часто "в Бога вірили, але попів не любили".
У 14 років батракував на Кубані. Під час батракування бачив такий голод, холод і злидні, таке знущання людини над людиною, що на все життя проникся «класовою ненавистю до експлуататорів» і «пролетарським духом» про що не раз згодом розповідав "так як воно було" своєму онукові, українському генералу і письменнику Володимиру Паську, так само як і іншим родичам і знайомим, що зафіксовано в його книзі спогадів.
У 25 років призваний до Російської Імператорської Армії, відібраний до царської гвардії, завданням якої було патрулювання Санкт-Петербургу і охорона царської родини. Під час служби у гвардії на власні очі бачив царя Миколу II і його застілля з офіцерами, що спричинило розчарування у самодержавстві і у цареві особисто. Під час служби у гвардії був членом підпільного революційного гуртка РСДРП(б), лекції у якому читала сама Надія Крупська.
Під час перебування у Санкт-Петербурзі закінчив курси водіїв.
Воював на фронті Першої Світової Війни.
Під час революції потрапив до Петрограду. Відвідував мітинги на яких виступав В. І. Ленін. Потім поїхав на Україну, брав участь у I-шому Всеукраїнському військовому з'їзді, де вирішувалось майбутнє молодої Української Республіки. Згідно його спогадів, записаних онуком, на власні очі багатьох діячів Української Республіки, військових і політичних тої епохи, в т.ч. судячи за все Симона Петлюру, Володимира Винниченка, Миколу Міхновського. З останнім можливо навіть був знайомий і спілкувався особисто.
Під час громадянської війни на теренах країн історичної Росії, зруйнованої Російської імперії захищав молоду Країну Рад і Українську Республіку у її складі як вояк і командир Червоної Армії, зокрема брав участь у знаменитому поході Таманської Армії, описаному у відомій книзі Олександра Серафимовича «Залізний потік».
Після повернення у рідне село Нехайки брав участь у організації Капустинського волвиконкому. З місцевої бідноти, своїх однодумців, жителів навколишніх сіл Нехайки, Демки і Капустинці, корінних козаків з діда-прадіда, організував загін по боротьбі з бандитизмом у кількості близько 200 шабель, який у випадку появи тієї чи іншої банди або антирадянського повстанського загону чи іншої небезпеки по сигналу тривоги збирався в умовному місці при повному озброєнні. Серед іншого загін роззброїв банду з місцевих заможних, антирадянські налаштованих селян, на совісті якої було вбивство двох голів місцевої сільради.
В цей час так чи інакше мав відношення до місцевої спільноти революційно-налаштованої молоді, з якої згодом вийшло чимало цікавих людей, які так чи інакше зробили свій вклад в історію Української Республіки епохи Радянського Союзу, краю і сіл округи, зокрема організатори місцевого загону «Вільного козацтва» націоналіст і згодом партійний комуніст Іван Гнатович Козуб, автор книги спогадів «Доба і доля», есер-боротьбист Борис Семенович Добровольський (його друг і співбесідник), Данило Васильович Кулінський, місцевий вчитель, випускник Київського Університету, довгожитель з Капустинців Яков Павлович Бублик (1905—1999), брат суспільного діяча Кузьми Павловича Бублика (1901—1925) чи скажімо його колега, директор школи з Капустинців і краєзнавець, організатор краєзнавчого музею в Капустинцях у 1970х-1980х рр. Федір Федорович Перешивко та багато багато інших.
У лютому 1919 року було сформовано Капустинський волосний ревком, головою якого призначили саме Григорія Васенка, про це згадує у своїх спогадах його земляк, революціонер і краєзнавець Іван Гнатович Козуб у книзі спогадів «Доба і доля».
В 1920х був на кілька років виключений з партії через наклеп колишнього товариша. Продовжував займатись організаторською діяльністю і розбудовою народовладдя під червоними прапорами у Пирятинському повіті, як і більшість його однодумців з його революційного, жорстокого і багатостраждального покоління.
Працював у Драбівському райвиконкомі. Судячи за все при його участі у Пирятинському повіті були закриті деякі церкви, хоча своїй матері до церкви ходити не забороняв.
В 1930х рр. брав участь у розкуркуленні, колективізації і організації колгоспів. Цей період його життя нагадує діяльність червоних козаків, персонажів повістей радянських класиків Михайла Шолохова «Піднята цілина» і Михайла Стельмаха «Чотири броди». При його участі немало представників заможних (куркульських) родин були розкуркулені і вислані на Соловки, про що деякі з них його родичам згадували у період німецької окупації округи 1940х рр.
Під час голоду в 1932—1933 рр. організував інтернат для дітей, які втратили батьків від голоду. В цьому інтернаті жив в тому числі його майбутній зять Федір Іванович Педаш (1920—1947), обоє батьків якого померли від голоду, а також славетний український червоний козак-фронтовик, льотчик, Двічі Герой Радянського Союзу Іван Ничипорович Степаненко.
В кінці 1937-1938 рр. працював вчителем і директором школи у селі Нехайки. За спогадами його дочки Тетяни Григорівни Васенко одним з його друзів і співбесідників був його земляк по Пирятинському повіту Борис Семенович Добровольський - український есер (боротьбист), один з організаторів загонів самооборони "Вільного козацтва" з жителів села Капустинці і інших сіл Пирятинського повіту, з яким вони в т.ч. гаряче сперечались на тему того, бути Українській Республіці у складі Країни Рад чи не бути, страчений за "український буржуазний націоналізм" у 1937-1938 рр.
В 1941 році разом з родиною виїхав до родичів до Башкирії у колгосп імені Тараса Шевченка поблизу села Золотоношка. Діти з розкуркулених сімей, які були вислані на Соловки під час розкуркулення і повернулися у Нехайки за часів німецько-гітлерівської окупації не знайшовши його у селі побили його рідну сестру.
Після війни повернувся у рідне село, де прожив до старості. В останні роки життя жив у сина в Дніпропетровську, де і помер у 1982 році.
Цікаві спогади про Григорія Демидовича у художній формі залишив його онук, генерал-лейтенант медичної служби, доктор медичних наук, професор і член Національної Спілки Письменників України Володимир Васильович Пасько (1946—2014). Також про Григорія Демидовича у своїй книзі «З туману віків і днів учорашніх» згадує відомий краєзнавець Черкащини В. П. Щерба, з яким вони були знайомі особисто і у своїй книзі «Нарис історії села Нехайки Драбівського району» краєзнавець В. І. Яременко.
Серед людей, з якими Григорій Демидович Васенко спілкувався досить близько можна згадати одного з організаторів загону Вільного козацтва у селі Капустинці українського червоного козака-революціонера, соціал-демократа і члена партії боротьбистів Бориса Семеновича Добровольського (1889—1938), розстріляного у 1938 році в Золотоноші за звинуваченням у націоналізмі.

## Сім'я
Дочка Григорія Демидовича Васенка, Тетяна Григорівна Васенко багато років працювала вчителькою у середній школі села Шрамківка та інших сіл округи, неодноразово згадувала про свого батька, про життя і революційну боротьбу його покоління, яка призвела до становлення Країни Рад і Української Республіки з великою повагою, була партійною, мала чудову вищу освіту, непогано як для тих часів знала українську історію, культуру і літературу, в міру сил і можливостей відстоювала віру людей покоління її і її батька у радянську владу як форму комунального народовладдя під червоними прапорами, разом з тим критично оцінюючи події тої епохи, визнаючи численні злочини, помилки і недоліки комуністів і більшовиків, допущені у цьому процесі, проте не забуваючи і про злочини та помилки тих, хто тоді боровся з прихильниками радвлади на місцях і їх курсом.
Інші нащадки Григорія Демидовича живуть в різних куточках України і світу.
Теплі спогади про спілкування з дідом залишив онук Григорія Демидовича, радянський і український генерал, патріот Володимир Пасько.